# Koetshuis Pekingtuin (Baarn)

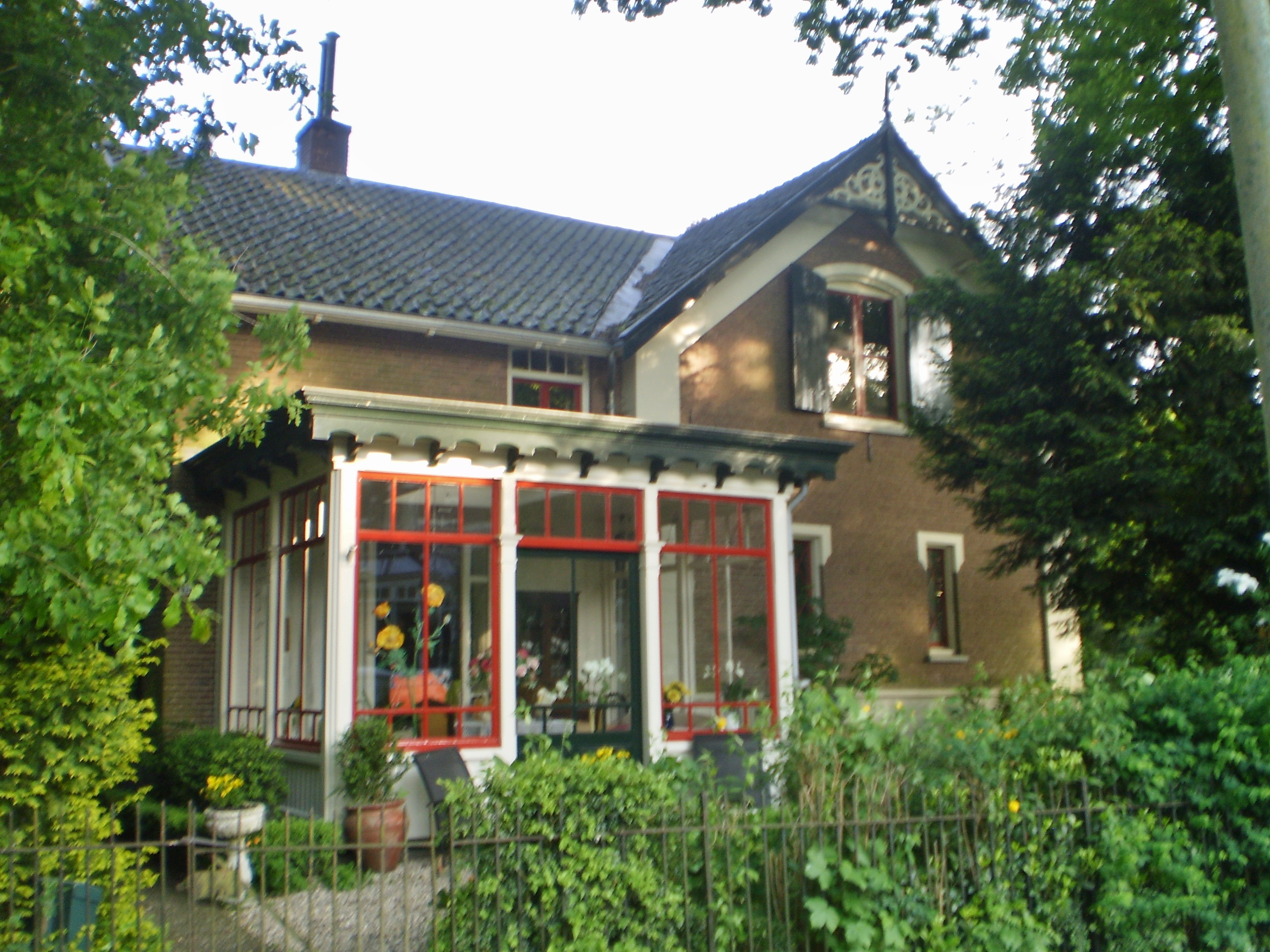
Stationsweg 43

Het voormalige Koetshuis Pekingtuin met woning Stationsweg 43-45 is een rijksmonument in Baarn in de provincie Utrecht.

## Koetshuis met stal
Het vroegere koetshuis met stal staat aan de rand van de Pekingtuin. De symmetrische gevel heeft in het midden een topgevel, waarin zich de inrijdeuren van het koetshuis bevinden. Links en rechts van het zolderlicht zit een medaillon met een paardenkop.

## Woning
Aan de linker zijkant van het bakstenen gebouw is in 1904 een serre aangebouwd. De nok van het woongedeelte staat haaks op het koetshuis. Vanwege de inpandige bijzondere gietijzeren paardenhokken is het pand op de rijksmonumentenlijst geplaatst.